# Swarthmore
Swarthmore ist ein Borough im Delaware County des US-Bundesstaats Pennsylvania. Das U.S. Census Bureau hat bei der Volkszählung 2020 eine Einwohnerzahl von 6.543 ermittelt.
Ursprünglich gehörte die Siedlung zum Springfield Township. Zunächst wurde sie nach dem Maler Benjamin West (1738–1820), der hier geboren wurde, Westdale genannt. Nach der Gründung des Swarthmore College erhielt sie ihren heutigen Namen.